# Robert Enke
Robert Enke (Jena, 24 d'agost de 1977 - Neustadt am Rübenberge, 10 de novembre de 2009) fou un porter alemany de futbol.
Enke jugà en diferents clubs de primer nivell a Europa, com el Barça el Benfica i el Fenerbahçe SK, però la majoria de les seves aparicions foren amb el Hannover 96. També fou internacional amb Alemanya en 8 ocasions.

## Trajectòria
Començà la seva carrera en les divisions inferiors del club de la seva ciutat natal, l'FC Carl Zeiss Jena, arribant al primer equip la temporada 1995-96, si bé fou el suplent de Mario Neumann, disputant tan sols 3 partits.
L'estiu de 1996 fitxa pel Borussia Mönchengladbach, on disputà 32 partits al llarg de les tres temporades que estigué al club alemany abans de fitxar el 1999 pel Benfica de Lisboa.
La temporada 2002-03 fitxa pel FC Barcelona, on tan sols disputà 3 partits, fet que provocà que fos cedit les temporades següents al Fenerbahçe SK i al CD Tenerife, on tampoc disposà de gran nombre de partits.
La temporada 2004 decideix retornar a Alemanya tot fitxant pel Hannover 96, equip amb el qual aconseguí ser nomenat Millor porter de la Bundesliga 2008-09. Això no obstant, el 10 de novembre de 2009, Enke es suïcidà llençant-se a les vies del tren en un pas a nivell.